# Alysha Clark
Pour les articles homonymes, voir Clark.
Alysha Clark, née le 7 juillet 1987 à Denver au Colorado, est une joueuse israélo-américaine de basket-ball.

## Formation
Née à Denver (Colorado), elle est élevée à Mont Juliet (Tennessee) où est effectue sa high school Elle y reçoit en senior le titre de Midstate Player of the Year décerné par the Tennessean and Class AAA Miss Basketball avec des statistiques moyennes de 24 points avec une adresse de 67 % aux tirs de champ et 76 % aux lancers francs et 11,6 rebonds.
Elle joue d'abord deux saisons pour ma modeste Université Belmont à Nashville, Tennessee. Elle est la première freshman élue meilleure joueuse de la conférence, titre qu'elle conserve en sophomore, et également deux fois dans le meilleur cinq académique. Elle amène en 2007 les Lady Bruins à leur premier tournoi national NCAA. Transférée à Middle Tennessee, elle est redshirt en 2007-2008 selon les règles de la NCAA. En 2008-09, ses 27,5 points sont le meilleur total de l'histoire de l'université et de l'année en NCAA, chiffre qu'elle port à 28,3 points en senior. Elle est nommée meilleure joueuse de la Sun Belt Conférence en 2009 et 2010 après l'avoir déjà été deux fois dans l'Atlantic Sun Conference en 2006 et 2007,. En finale du championnat de conférence en 2010, elle inscrit 48 points et le tir de la victoire .

## Carrière professionnelle
Choisie au second tour de la draft WNBA 2015 en 17e choix par les Silver Stars de San Antonio, elle n'est pas conservée par la franchise du Texas ni en 2010 ni en 2011 et rejoint le championnat israélien. En 2010-2011, elle fait ses débuts professionnels avec Hapoël Rishon LeZion et est élue dans le meilleur cinq de l'année avec 14,0 points et 7,4 rebonds par rencontre. Les deux saisons suivantes, elle reste en Israël avec A.S. Ramat-Hasharon. En 2015 comme en 2016, elle est élue meilleure joueuse du championnat israélien et reporte le championnat avec le Maccabi Ashdod (15,1 points, 8,1 rebonds et 3,1 passes décisives sur les deux ans). Elle dispute l'Eurocoupe 2015-2016 avec 13,6 points et 5,8 rebonds en 12 rencontres.
Remarquée par Brian Agler en pré-saison, elle ne fait ses débuts en WNBA que deux ans plus tard avec le Storm de Seattle. Durant la saison WNBA 2012, elle réussit 9 points et 8 rebonds le 13 juillet à Phoenix. Toujours sur le banc, elle confirme en portant sa meilleure marque à 11 points et se classe quatrième de la ligue au nombre de tirs à trois points réussis rapportés au temps de jeu et septième aux rebonds défensifs. En connait sa première titularisation le 23 mai 2014 face au Sun du Connecticut et réussit quatre contres face aux Sparks de Los Angeles. Sur la saison 2015, elle figure parmi les joueuses ayant le plus progressé et obtient une adresse de deux points avec 54,4 % (au niveau des pivots les plus adroits de la ligue bien qu'elle soit une joueuse extérieure) et une vraie adresse (true field goal percentage) de 64,4%. Bien que scoreuse prolifique en NCAA, elle garde d'abord une mentalité défensive en WNBA. Appréciant sa polyvalence et sa faculté à se mettre au service de l’équipe, sa coach Jenny Boucek la souhaiterait voir plus souvent ses responsabilités au tir. Défenseuse redoutée, elle est affectée à des stars adverses aux styles différents comme Maya Moore, Candace Parker ou Nneka Ogwumike
Pour 2017-2018, elle joue en Pologne avec CCC Polkowice et y remporte le championnat avec 15,3 points à 45,4% de réussite aux tirs (dont 38,6% à trois points), 6,9 rebonds et 3 passes décisives pour 17,8 d'évaluation en 32 minutes en Euroligue Pour la saison 2018-2019, elle est engagée par le club français de Lyon ASVEL. Après une première saison réussie en France, couronnée par le titre national, elle enchaîne avec une nouvelle saison WNBA avec le Storm, sa deuxième saison avec l'ASVEL est perturbée par une blessure contractée aux ischio-jambiers. Revenue en forme pour la saison WNBA 2020, elle contribue au nouveau titre du Storm de Seattle et figure dans le meilleur cinq défensif. Fin octobre 2020, elle confirme son retour à Lyon pour la saison LFB 2020-2021.

## Équipe nationale
Elle dispute les rencontres qualificatives pour l'Euro 2017 avec 20,2 points et 9,0 rebonds en 5 rencontres, mais Israël n'est pas qualifié.

## Distinctions personnelles
- Joueuse de l'année de la Atlantic Sun Conference (2006, 2007[8])
- Joueuse de l'année de la Sun Belt Conference (2009, 2010)

## Palmarès
- Championne d'Israël 2015 et 2016[8]
- Championne de Pologne 2018[12]
- Championne WNBA 2018[17] et 2020[18]
- Championne de France 2019

## Statistiques universitaires
| Année    | Équipe           | GP  | Points             | FG%  | 3P%  | FT%  | RPG  | APG | SPG | BPG | PPG  |
| -------- | ---------------- | --- | ------------------ | ---- | ---- | ---- | ---- | --- | --- | --- | ---- |
| 2005-06  | Belmont          | 30  | 599                | 54.3 | 22.7 | 74.5 | 10.9 | 1.3 | 1.7 | 0.5 | 20.0 |
| 2006-07  | Belmont          | 30  | 510                | 58.0 | 36.4 | 74.4 | 12.7 | 1.9 | 2.2 | 0.5 | 17.0 |
| 2007–08  | Middle Tennessee |     | redshirt/transfert |      |      |      |      |     |     |     |      |
| 2008-09  | Middle Tennessee | 34  | 935                | 60.7 | 41.4 | 79.0 | 9.8  | 2.1 | 2.1 | 0.6 | 27.5 |
| 2009-10  | Middle Tennessee | 29  | 821                | 61.4 | 32.1 | 77.7 | 11.6 | 3.4 | 2.4 | 0.7 | 28.3 |
| Carrière | Middle Tennessee | 123 | 2865               | 59.0 | 33.3 | 76.6 | 11.2 | 2.2 | 2.1 | 0.6 | 23.3 |